# 안젤라 트림버

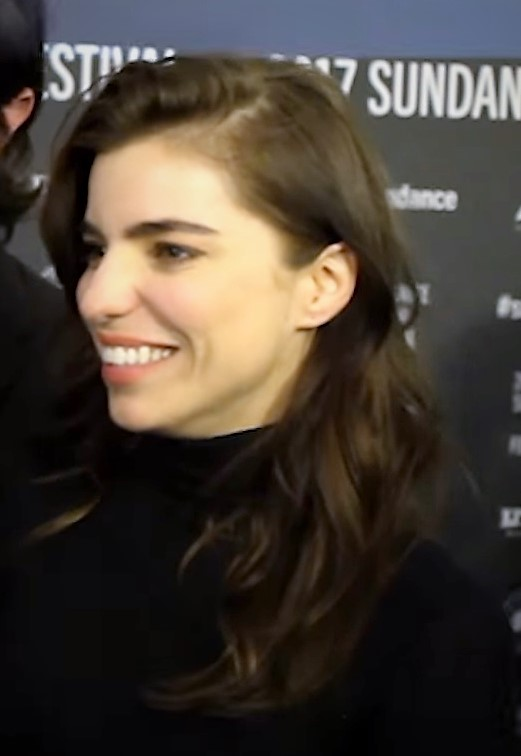

앤절라 트림버(Angela Trimbur, 1981년 7월 19일 ~ )는 미국의 배우, 무용가이다.
벅스군에서 태어났다.

## 출연 작품
- 호스 걸 (2020년)
- 노크: 낯선 그림자 (2018년)
- 더 필스 (2017년)
- XX (2017년)
- 엘에이 타임즈 (2017년)
- Laid in America (2016)
- 아이 러브 유 보쓰 (2016년)
- 트래쉬 파이어 (2016년) - 이사벨 역
- 더 파이널 걸스 (2015년) - 티나 역
- 워스트. 프롬. 에버. (2011년)
- 미래는 고양이처럼 (2011년) - 댄스 스튜디오 리셉셔니스트 역
- 프릭 댄스 (2010년) - 쎄시 역
- 도그 데이즈 (2009년) - 클레오파트라 역
- H2: 어느 살인마의 가족 이야기 (2009년) - 할리 데이빗 역
- 플롯 (2008년)
- 유 아 히어 (2007년)

### 텔레비전
- 실리콘 밸리 (2014년)
- 커뮤니티 1 (2009년)